# وارنر بروس موفي وورلد
وارنر بروس موفي وورلد هو منتزه ترفيهي يقع في جولد كوست في كوينزلاند، أستراليا. يملكه ويشغله منتزهات فيليدج رودشو، وقد تم افتتاحه في 3 يونيو 1991. يشكل المنتزه جزءًا من منطقة ترفيهية تمتد على 154 هكتارًا (380.5 فدانًا)، ويضم استوديوهات فيليدج رودشو المجاورة ومتنزه وايت ن وايلد جولد كوست القريب، بالإضافة إلى مواقع أخرى تديرها فيليدج رودشو. يعد موفي وورلد المنتزه الترفيهي الوحيد المتعلق بالأفلام في أستراليا وأقدم المنتزهات التابعة لوارنر بروس على مستوى العالم (المتنزهات الأخرى توجد في مدريد وأبوظبي). اعتبارًا من عام 2016، يستقبل المنتزه متوسط 1.4 مليون زائر سنويًا.
في أواخر الثمانينات، تم شراء قطعة أرض استوديو أفلام وأراضيها المجاورة بواسطة فيليدج. ثم دخلوا في شراكة مع شركة بيفوت ليجر (التي تملك جزءًا من سي وورلد المجاورة) ووارنر لتطوير الأرض وتحويلها إلى منتزه ترفيهي. تم تصميم المنتزه بواسطة سي. في. وود، واستلهم تخطيطه من يونيفرسال ستوديوز هوليوود وديزني هوليوود ستوديوز، وكانت المعالم الافتتاحية تهدف إلى تعليم الزوار عن عمليات صناعة الأفلام. ومنذ ذلك الحين، توسع المنتزه ليشمل مجموعة من المعالم التي تعتمد على شخصيات ومواضيع من وارنر ومنتجات دي سي كوميكس. رغم الصعوبات المالية، استطاع المنتزه البقاء وهو يعتبر من أبرز وجهات السياحة في أستراليا.
تتنوع المعالم بين ألعاب مثل باتوينغ سبايسشوت وسوبرمان إسكايب، وجذب العائلات مثل "العدالة ليغ: غزو الفضائيين 3D" و"أفعوانية وايلد ويست فولز"، بالإضافة إلى العروض الترفيهية في مسرح روكسي وعرض "هوليوود ستانت درايفر" الحي. من بين سبع أفعوانيات تعمل في المنتزه، تعتبر "دي سي ريفالز هايبركوستر" أطول وأسرع وأعلى أفعوانية في أستراليا، بينما تحتوي أفعوانية "جرين لانترن" على ثالث أكبر زاوية سقوط في العالم. يتجول شخصيات الأفلام بانتظام في المنتزه للتفاعل مع الزوار والتقاط الصور معهم. في كل بعد ظهر، يشارك الشخصيات في عرض موكب عبر الشارع الرئيسي. وتقام سنويًا أحداث موسمية مثل "ليالي الرعب" و"عيد الميلاد الأبيض".